# World Museum

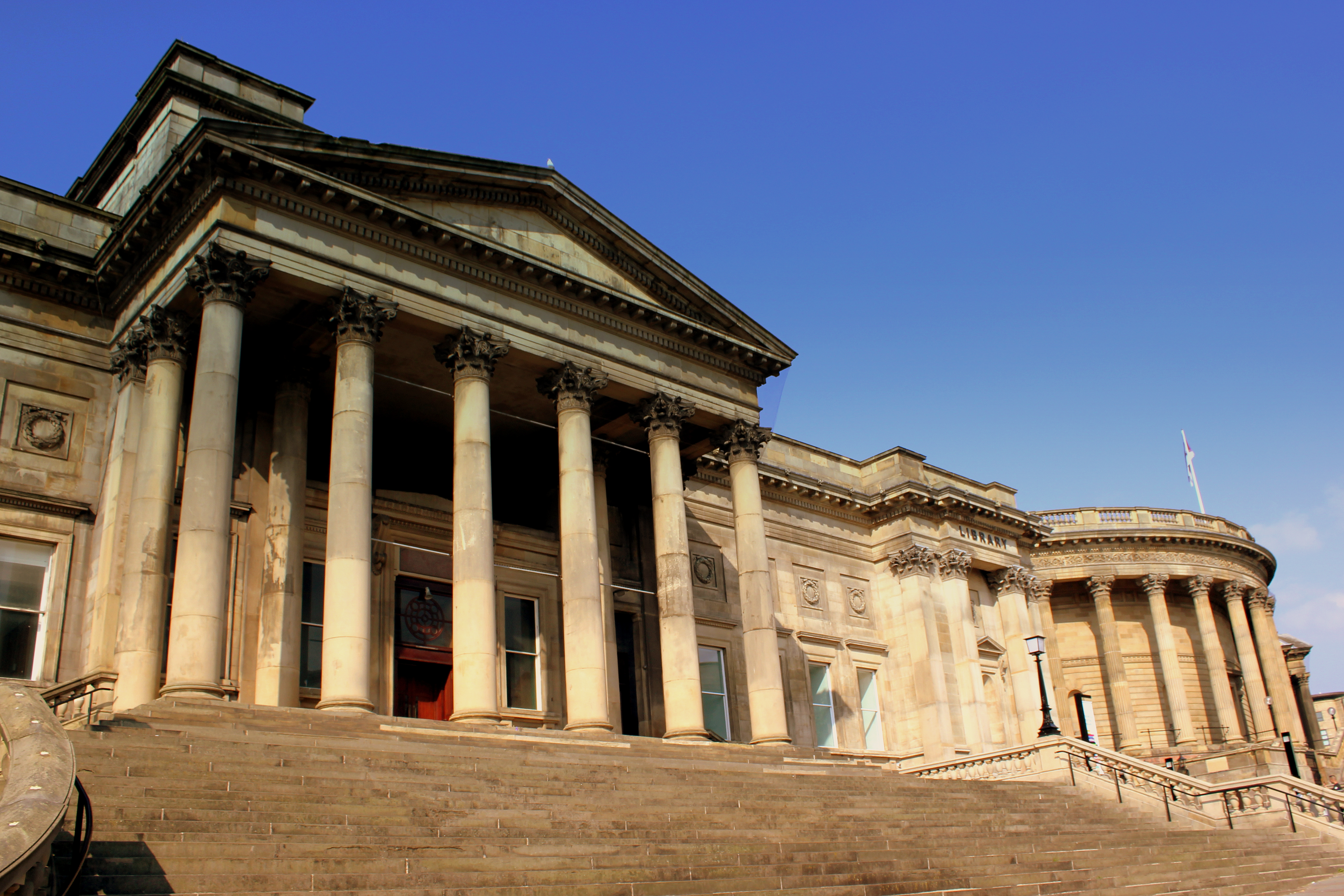

Het World Museum is een museum in het Engelse Liverpool. Het museum werd opgericht in 1851 en bevindt zich aan William Brown Street. Het omvat Romeinse oudheden, een planetarium en aquarium, dinosaurusskeletten en is vooral bekend om de Egyptische afdeling (de grootste in het VK na die van het British Museum).